# Jackson (Georgia)
Jackson is een plaats (city) in de Amerikaanse staat Georgia, en valt bestuurlijk gezien onder Butts County.

## Demografie
Bij de volkstelling in 2000 werd het aantal inwoners vastgesteld op 3934.
In 2006 is het aantal inwoners door het United States Census Bureau geschat op 4414, een stijging van 480 (12.2%).

## Geografie
Volgens het United States Census Bureau beslaat de plaats een oppervlakte van
12,3 km², waarvan 12,2 km² land en 0,1 km² water. Jackson ligt op ongeveer 213 m boven zeeniveau.

## Plaatsen in de nabije omgeving
De onderstaande figuur toont nabijgelegen plaatsen in een straal van 28 km rond Jackson.